# Arévalo (Ávila)
Arévalo ist eine spanische Kleinstadt und eine Gemeinde (municipio) mit 7.830 Einwohnern (Stand: 2024) in der Provinz Ávila in der Autonomen Region Kastilien-León in Zentralspanien. Der historische Stadtkern ist als Kulturgut (Bien de Interés Cultural) in der Kategorie Conjunto histórico-artístico anerkannt.

## Lage und Klima
Der Ort Arévalo liegt an der Einmündung des Río Arevalillo in den Río Adaja in der kastilischen Meseta in ca. 820 m Höhe und ungefähr auf halbem Wege zwischen Valladolid und Ávila. Das Klima ist gemäßigt bis warm; der eher spärliche Regen (ca. 385 mm/Jahr) fällt mit Ausnahme der trockenen Sommermonate übers Jahr verteilt.

## Bevölkerungsentwicklung
| Jahr      | 1857  | 1900  | 1950  | 2000  | 2017  |
| Einwohner | 3.114 | 3.586 | 5.007 | 7.446 | 8.087 |

Die Mechanisierung der Landwirtschaft, die Aufgabe bäuerlicher Kleinbetriebe und der daraus resultierende Verlust an Arbeitsplätzen auf dem Lande haben seit der Mitte des 19. Jahrhunderts zu einem deutlichen Wachstum der Städte geführt.

## Wirtschaft
Arévalo ist traditionell landwirtschaftlich orientiert, aber auch Kleinhändler, Handwerker und Dienstleister haben sich im Ort niedergelassen.
Heute spielt der Tourismus in Form der Vermietung von Ferienwohnungen (casas rurales) eine nicht unwesentliche wirtschaftliche Rolle.

### Verkehr
Arévalo liegt an der Bahnstrecke Madrid–Hendaye.

## Geschichte

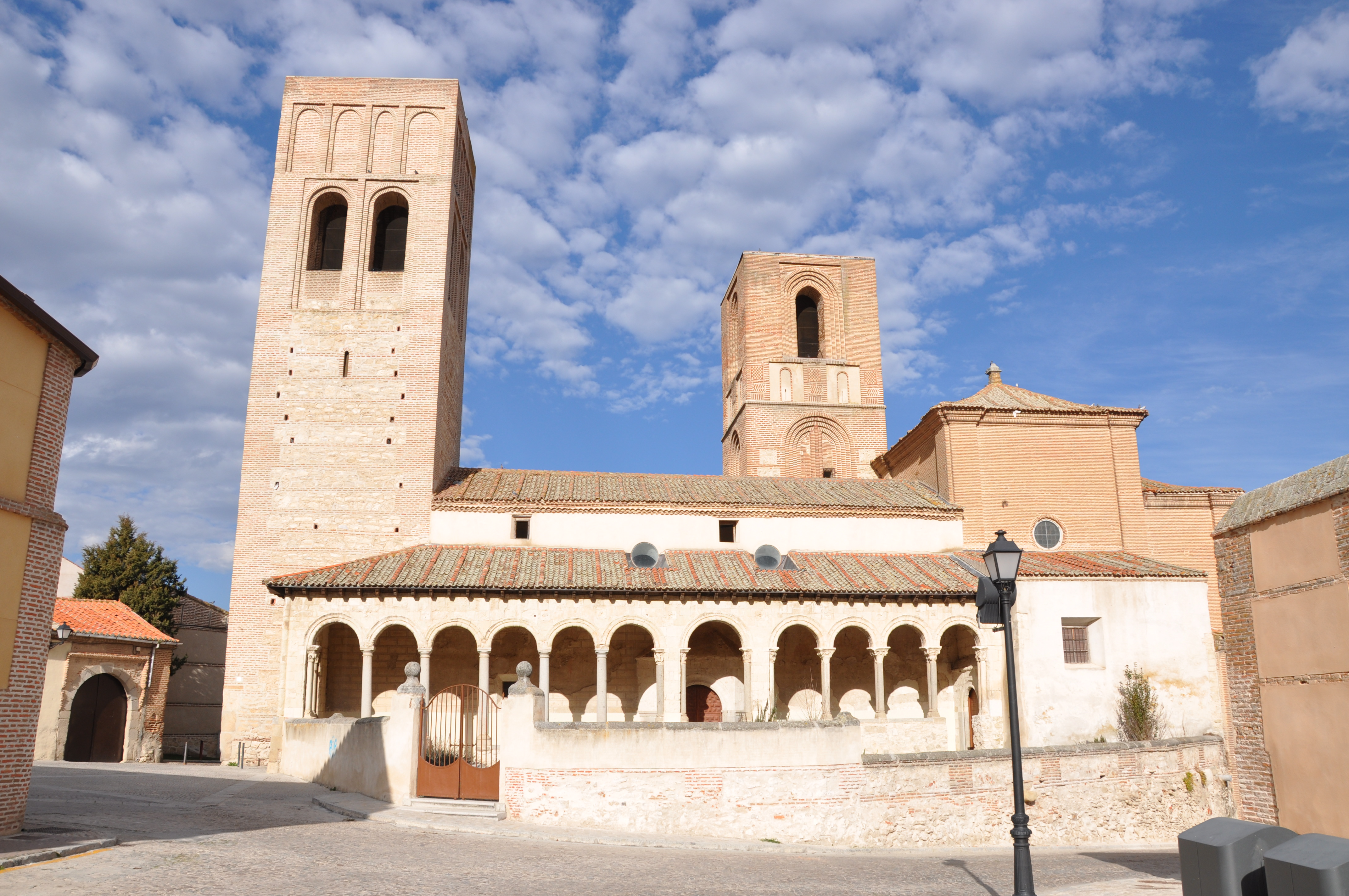
Arévalo – Iglesia de San Martín

Obwohl Arévalo im Siedlungsgebiet des keltischen Volksstamms der Vettonen lag, wurden im Stadtgebiet bislang weder keltische noch römische oder westgotische Funde gemacht. Auch die seit dem 8. Jahrhundert in der Region anwesenden Mauren haben keine Spuren hinterlassen; sie wurden im Rahmen der Rückeroberung (reconquista) der ehemals christlichen Gebiete um 1082 von Alfons VI. von León nach Süden abgedrängt. Anschließend betrieb man eine Wiederbesiedlungspolitik (repoblación) durch Christen aus dem Norden aber auch von Mozarabern aus dem Süden der Iberischen Halbinsel. Im 12. Jahrhundert war Arévalo Grenzstadt zwischen den Königreichen León und Kastilien und wuchs schnell; das 13. Jahrhundert sah eine rege Bautätigkeit in der Stadt. König Heinrich IV. von Kastilien (reg. 1454–1474) berief eine Versammlung der Stände (Cortes) nach Arévalo ein; die spätere Königin Isabella I. verbrachte hier etliche Jahre ihrer Kindheit. Im Jahr 1469 wurde ein Herzogtum (ducado) geschaffen, welches allerdings nur 11 Jahre Bestand hatte. Im Jahr 1494 wurden in Setúbal (Portugal) und Arévalo (Kastilien) die Urkunden des Vertrags von Tordesillas ratifiziert, in welchem die Einflusssphären beider Staaten voneinander abgegrenzt wurden.
1944 ereignete sich der Eisenbahnunfall von Arévalo.

## Sehenswürdigkeiten
- Die an der Nordspitze der Stadt gelegene Burg (castillo) von Arévalo existierte wohl schon im Mittelalter. Im 15. Jahrhundert wurde sie von der örtlichen Grundherrnfamilie Zuñiga neu erbaut. Wenig später kam sie in den Besitz des Konstablers Alvaro de Luna und wurde um das Jahr 1500 im Auftrag von Isabella I. von Kastilien zu einem Gefängnis erster Klasse umgebaut; hier lebten zeitweise illustre Gefangene, darunter auch Prinz Philipp Wilhelm von Oranien. Im 19. Jahrhundert übernahm die Stadt Arévalo die bereits arg verfallene Burg, die im 20. Jahrhundert gründlich restauriert wurde.[4]
- Der in der ersten Hälfte des 13. Jahrhunderts entstandene optisch dreigeschossige Chorbereich der Iglesia de Santa María la Mayor ist ein bedeutendes Werk der Mudéjar-Architektur. Er wurde später durch Bruchsteine aufgestockt und bildet zusammen mit dem Langhaus und dem unteren Teil des Glockenturms (campanario) eine architektonische Einheit. In der Apsiskalotte befindet sich ein aus dem 14. Jahrhundert stammendes Fresko mit Christus als Pantokrator begleitet von den vier Evangelistensymbolen. Das baufällig gewordene Gewölbe des Kirchenschiffs wurde in den 1960er Jahren durch eine Holzkonstruktion ersetzt.[5]
- Das Historische Museum von Arévalo befindet sich in der unmittelbar neben der Kirche stehenden Casa de los Sexmos, einer städtischen Lagerhalle bzw. Zehntscheuer für Getreide etc.
- Die Silhouette der Iglesia de San Martín ist charakterisiert durch ihre Zwillingstürme, von denen einer im unteren Teil die typische Mudéjar-Ornamentik zeigt, wohingegen der obere Teil und auch der andere Turm eher schmucklos belassen sind. Bemerkenswert ist die große Südvorhalle (portico), die bei etlichen Kirchen in den Provinzen Segovia, Ávila, Burgos und Soria auftaucht, über deren Zweck jedoch Unklarheit besteht. Das Innere der Kirche wurde im 17./18. Jahrhundert barockisiert. Das Bauwerk dient heute als Ausstellungsraum.[6]

Umgebung
- Die etwa eineinhalb Kilometer südwestlich des Ortszentrums stehende Ermita de la Lugareja ist ein außergewöhnlicher, aber unvollendeter Bau im Mudéjar-Stil des 13. Jahrhunderts.[7]

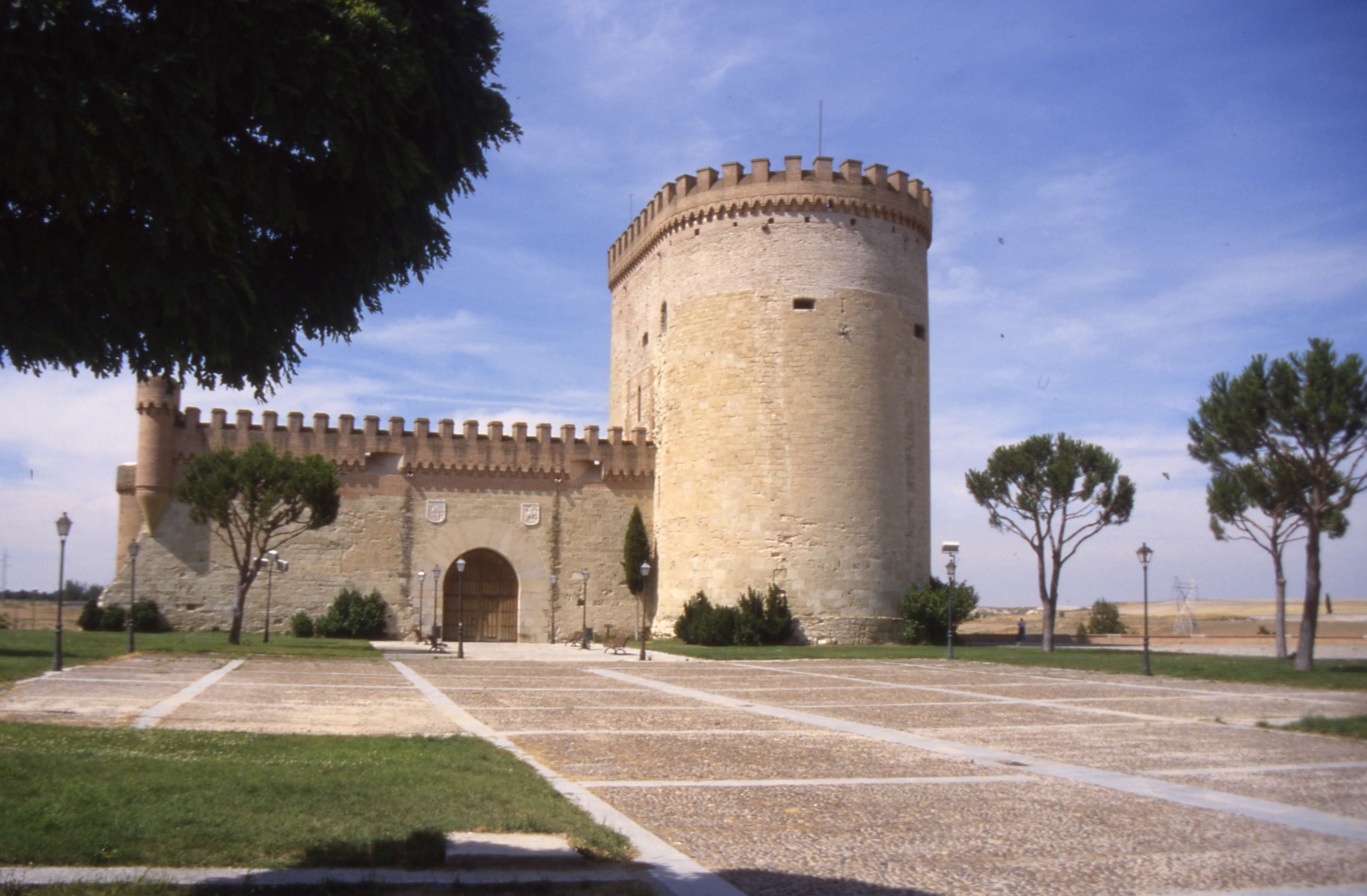
Castillo
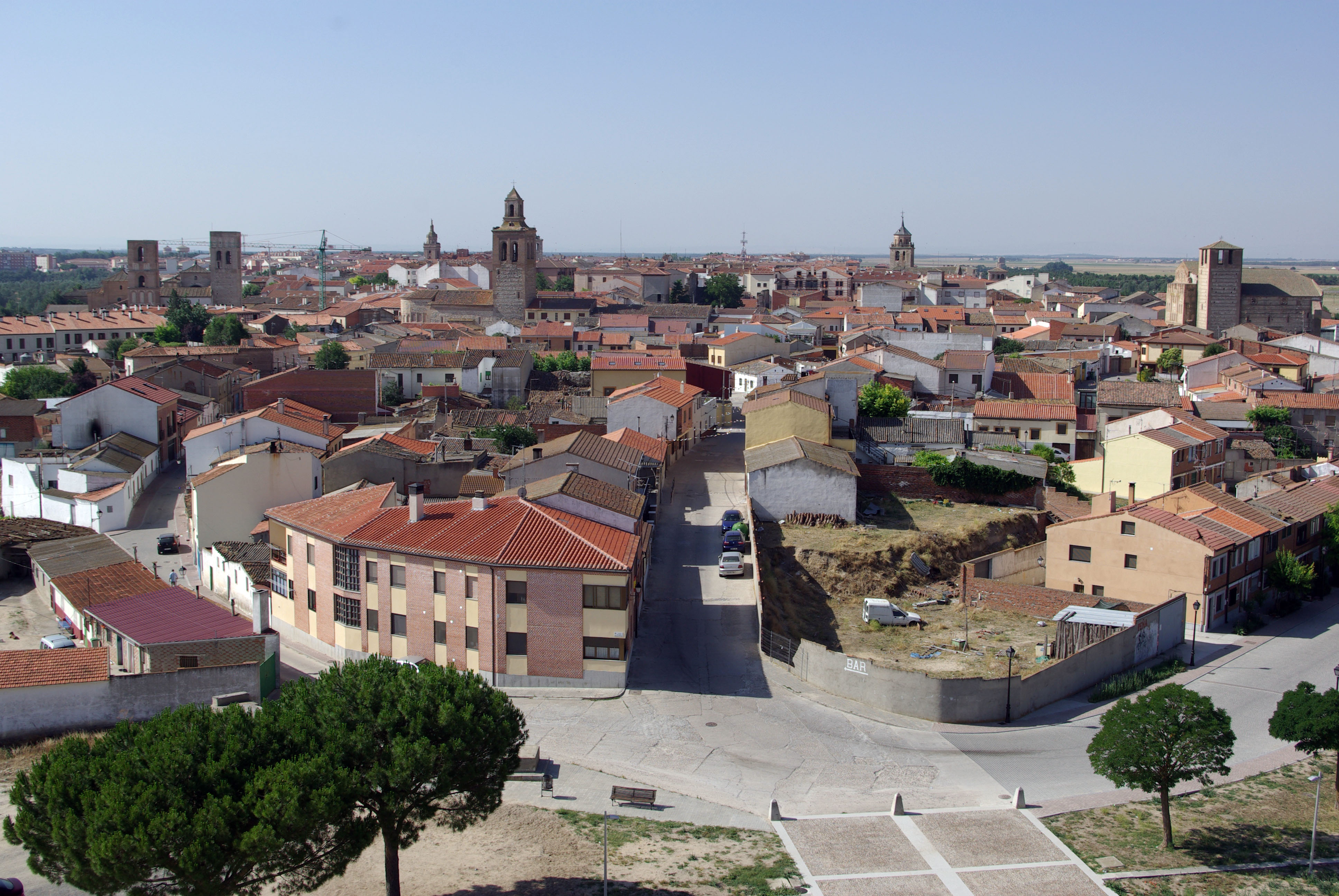
Blick auf Arévalo von der Burg aus
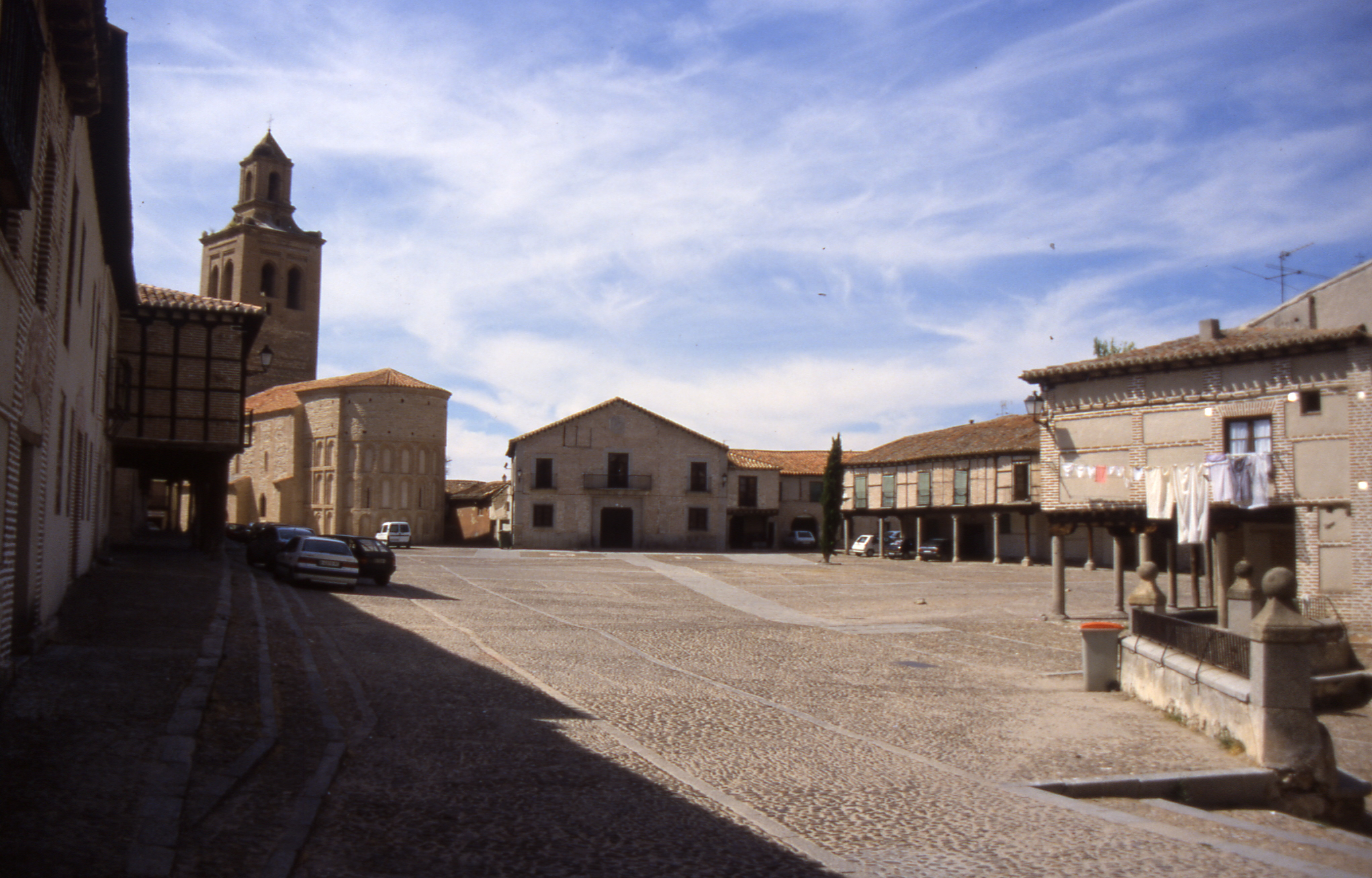
Stadtzentrum
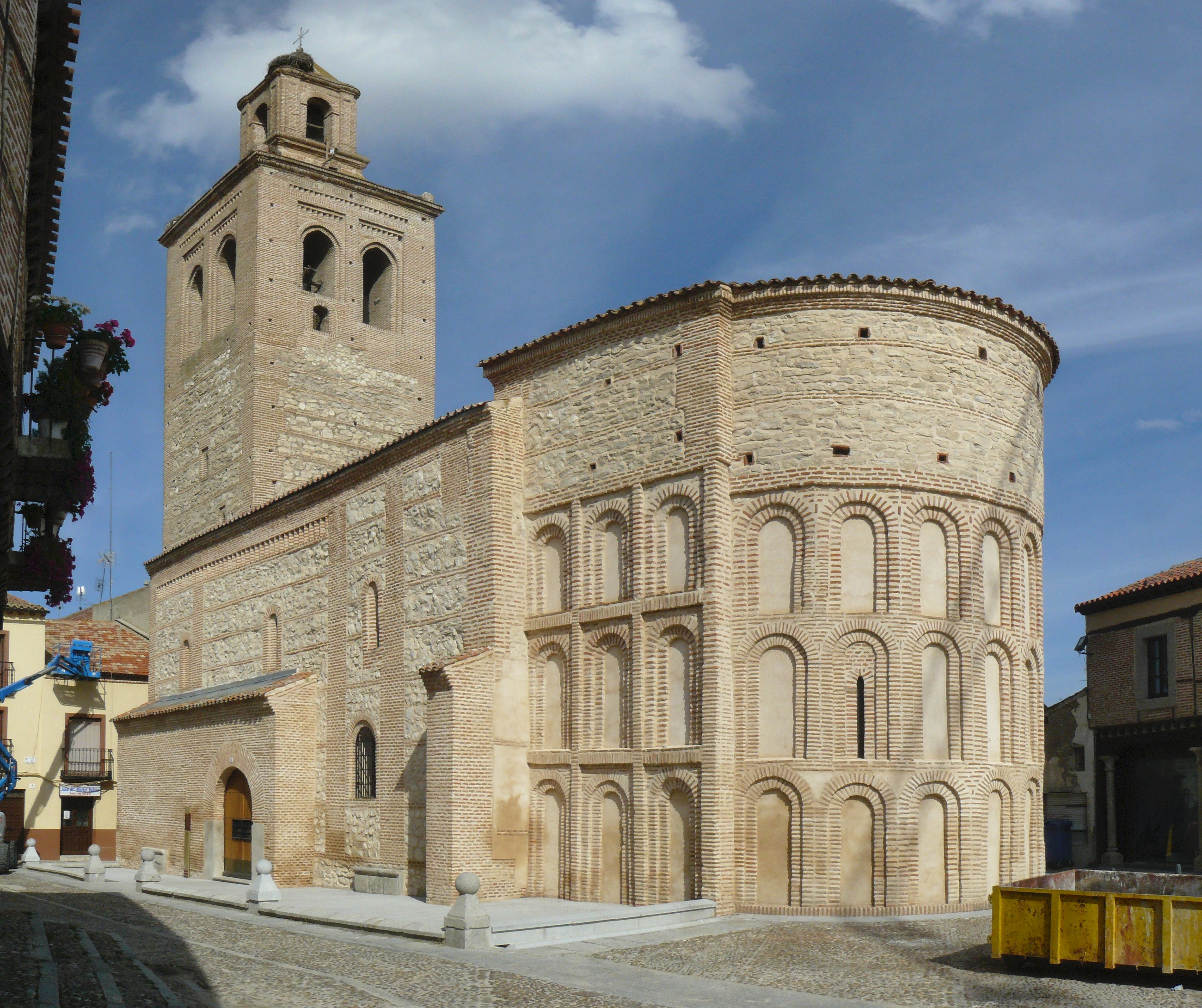
Iglesia Santa María la Mayor
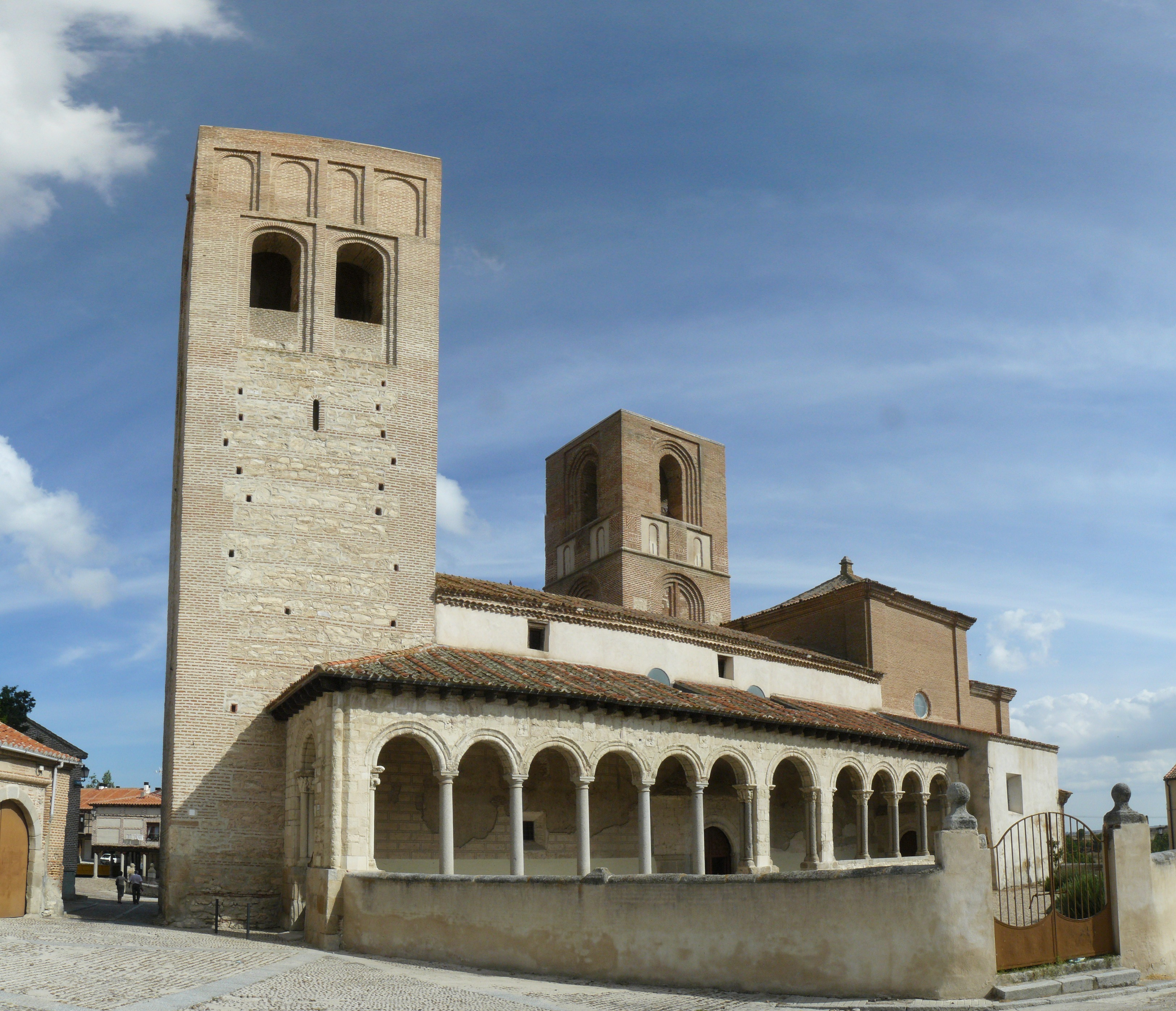
Iglesia de San Martín
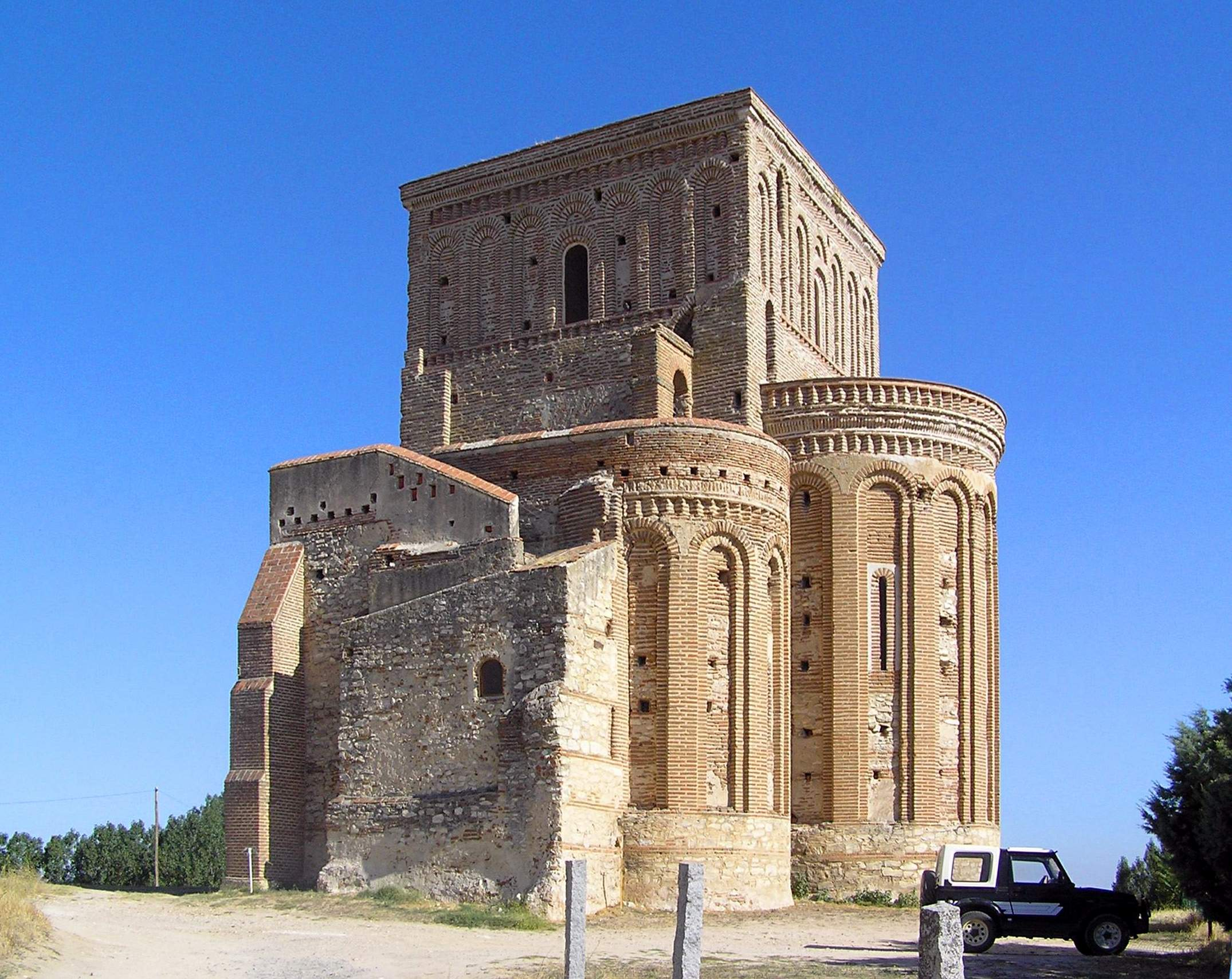
Ermita de Lugareja

## Persönlichkeiten
- Isabella I. von Kastilien (1451–1504) verbrachte etliche Jahre ihrer Kindheit in Arévalo, das sie später „la mi villa“ nannte.
- Isabella von Portugal (zwischen 1428 und 1431–1496) lebte als Witwe jahrzehntelang bis zu ihrem Tod (1496) in ihrer Geburtsstadt(?) Arévalo.
- Ignatius von Loyola (1491–1556) verbrachte 11 Jahre seiner Jugend als Page in Arévalo.

## Partnerstädte
- Autun im Burgund, Frankreich